# Xã Greenland, Michigan
Xã Greenland (tiếng Anh: Greenland Township) là một xã thuộc quận Ontonagon, tiểu bang Michigan, Hoa Kỳ. Năm 2010, dân số của xã này là 792 người.